# Peperomia mercedana
Peperomia mercedana är en pepparväxtart som beskrevs av C. Dc.. Peperomia mercedana ingår i släktet peperomior, och familjen pepparväxter. Utöver nominatformen finns också underarten P. m. carpapatana.